# Sybrand van Haersma Buma
Sybrand van Haersma Buma (prononcé [ˈsibrɑnt fɑn ˈɦaːrsmaː ˈbymaː]), né le 30 juillet 1965 à Workum, est un homme politique néerlandais, membre de l'Appel chrétien-démocrate (CDA) et bourgmestre de Leeuwarden depuis le 26 août 2019.
Chef politique du CDA entre 2012 et 2019, il est tête de liste de son parti pour les élections législatives de 2012 et celles de 2017.

## Éléments personnels

### Famille
Sybrand van Haersma Buma est descendant d'une vieille famille patricienne néerlandaise originaire de la province de Frise. Il est le fils de Bernard van Haersma Buma, qui est bourgmestre successivement de Workum de 1962 à 1970 et de Sneek de 1970 à 1993. Son grand-père, Sybrand Marinus van Haersma Buma, est bourgmestre de Stavoren de 1930 à 1938. 
Son père et son grand-père sont membres du parti néerlandais l'Union chrétienne historique (CHU), qui fusionne en 1980 avec le Parti antirévolutionnaire et le Parti populaire catholique pour former le grand parti démocrate chrétien, l'Appel chrétien-démocrate (CDA).

### Études
Il étudie le droit à l'université de Groningue de 1983 à 1989 et suit des cours à l'université de Cambridge de 1989 à 1990. Après ses études, il revient aux Pays-Bas et est employé au Conseil d'État et au ministère de l'Intérieur.

## Parcours politique

### Élu municipal puis représentant national
Van Haersma Buma devient secrétaire du CDA à La Haye et membre du comité exécutif du CDA dans la province de la Hollande-Méridionale à la fin des années 1990. De janvier à juin 2002, il est conseiller municipal de la commune de Voorburg, et en mai 2002, il est élu membre de la Seconde Chambre des États généraux. Il devient alors porte-parole du parti sur les affaires judiciaires et est connu pour ses positions sur le droit et l'ordre. De 2007 à 2010, il est le secrétaire du groupe parlementaire du CDA à la Seconde Chambre.

### Chef de groupe parlementaire
Malgré la défaite du CDA aux élections législatives de 2010, Van Haersma Buma est réélu représentant. Il soutient le chef du parti, Maxime Verhagen, lors des négociations entre le CDA et le Parti populaire libéral et démocrate (VVD) de Mark Rutte et le Parti pour la liberté (PVV) de Geert Wilders, qui débouchent sur la constitution d'un gouvernement minoritaire constitué des ministres partisans du VVD et du CDA et soutenu au Parlement par le PVV. Lors de la constitution du gouvernement, le chef du groupe parlementaire du CDA, Maxime Verhagen, accède au poste de vice-Premier ministre et Van Haersma Buma le remplace en se faisant élire au poste de chef de groupe parlementaire du CDA à la Seconde Chambre des États généraux.

### À la direction du CDA

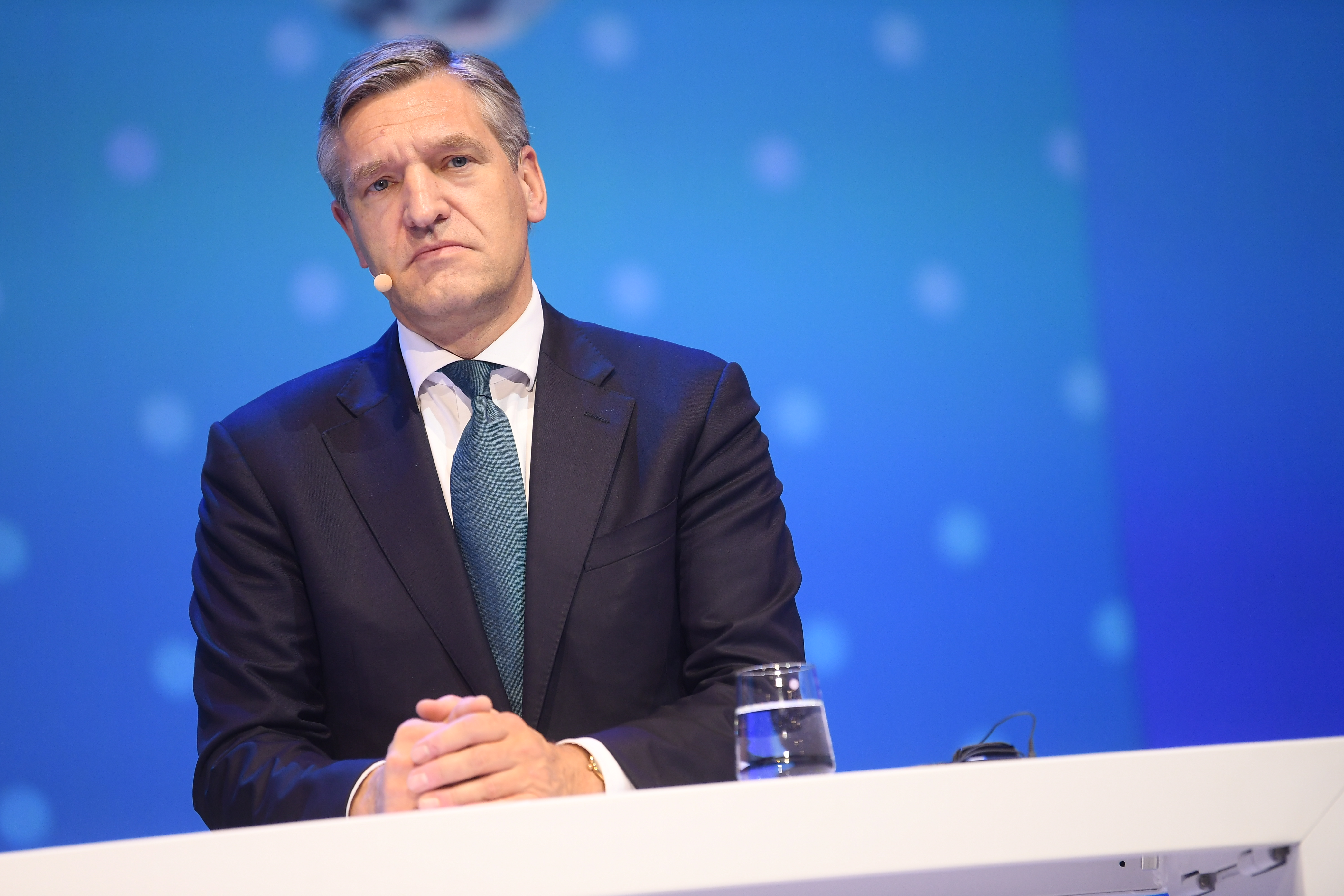
Sybrand van Haersma Buma en 2018.

Après la chute du cabinet Rutte I, il critique le PVV, responsable de la rupture de la coalition gouvernementale. 
Peu après, il annonce sa candidature à la tête de son parti. Le 18 mai 2012, il est élu tête de liste du CDA par une majorité des partisans du CDA, pour représenter son parti aux élections législatives néerlandaises de 2012. Entre-temps, il signe au nom du CDA avec les groupes parlementaires du Parti populaire libéral et démocrate (VVD), de l'Union chrétienne (CU), des Démocrates 66 (D66) et les écologistes s de la Gauche verte (GL), les « accords du printemps », qui viennent sceller un accord sur le budget de l'État pour 2013, qui est placé sous le signe de l'austérité, en vue de respecter la règle du traité de Maastricht des 3 % du PIB pour le déficit budgétaire de l'État. Le CDA termine cinquième après le scrutin, perdant 8 sièges à la Chambre ; il reste cependant chef politique de son parti mais ne participe pas au cabinet Rutte II.
Il est réinvesti comme tête de liste en 2016 en vue des élections législatives de 2017. Le CDA termine troisième de ce scrutin, avec 19 sièges obtenus, à égalité avec les Démocrates 66 et à un siège du parti de Geert Wilders, le PVV. Le 9 octobre 2017, Sybrand van Haersma Buma se met d'accord avec le Parti populaire libéral et démocrate, les Démocrates 66 et l'Union chrétienne pour fonder une nouvelle coalition gouvernementale au sein du cabinet Rutte III. Van Haersma Buma reste chef de groupe à la Seconde Chambre, le CDA prenant le contrôle des ministères des Finances (Wopke Hoekstra), de la Justice (Ferdinand Grapperhaus), de la Défense (Ank Bijleveld) et de la Santé (Hugo de Jonge).

### Bourgmestre de Leeuwarden
Le 16 mai 2019, le conseil municipal de Leeuwarden annonce qu'il compte proposer la nomination de Sybrand van Haersma Buma au commissaire du Roi de Frise pour le poste de bourgmestre de la ville. Van Haersma Buma quitte ses fonctions de chef politique du CDA et de parlementaire quelques jours plus tard.
Pieter Heerma lui succède en tant que chef parlementaire, indiquant qu'il ne compte pas briguer la direction du parti. Une fois sa nomination en tant que bourgmestre validée, il entre en fonction, succédant à Ferd Crone.